# Поселение Итальянский Сад

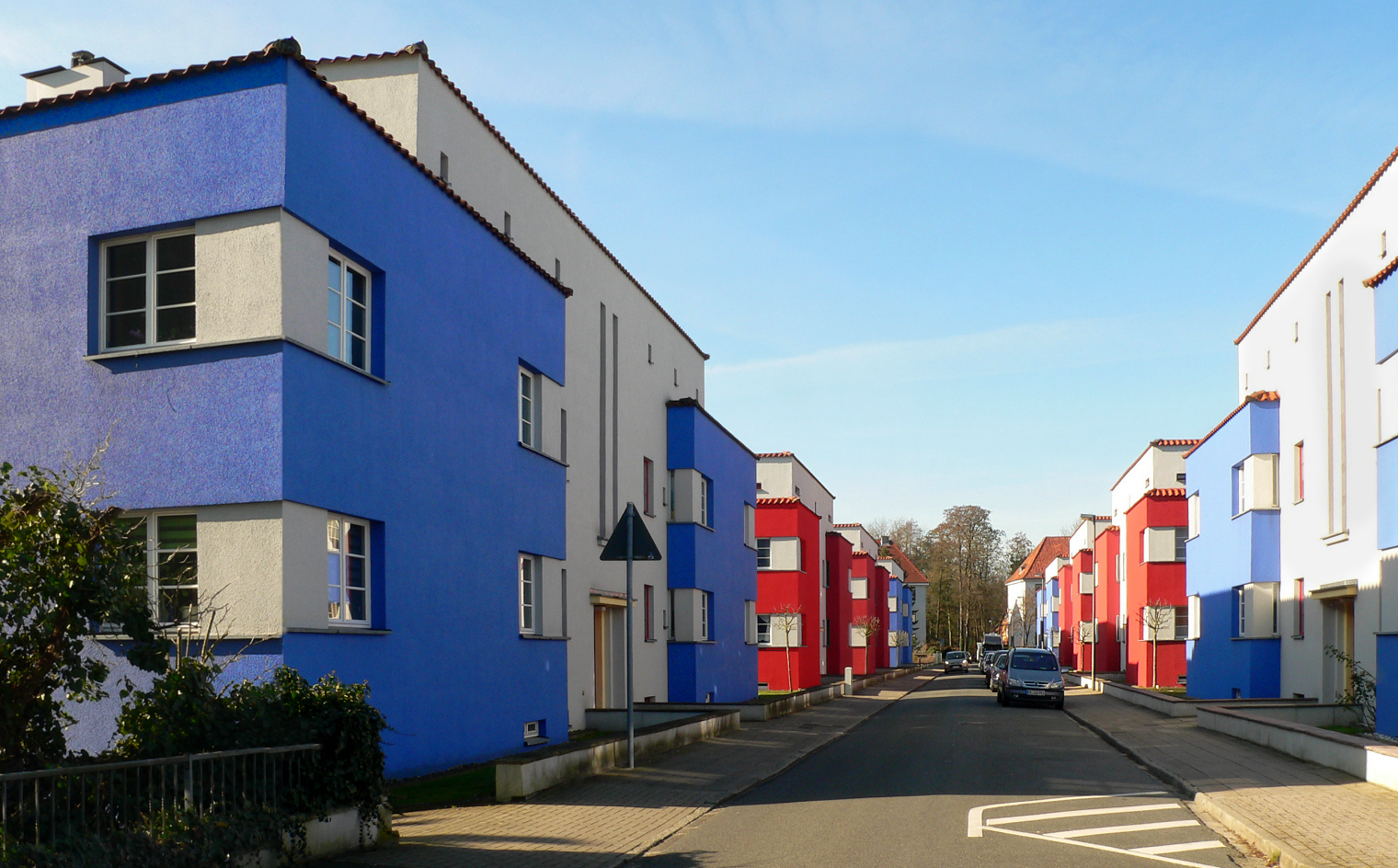
Итальянский сад в Целле

Поселение Итальянский Сад (нем. Siedlung Italienischer Garten) — небольшой жилой комплекс в Целле, Нижняя Саксония. Спроектирован и построен в 1923—1925 годах Отто Хеслером. Цветовую схему поселения разработал Карл Фёлькер. Первый жилой комплекс Нового строительства и первое такое поселение со специально разработанным цветовым решением.

## Описание
Заказчиком строительства поселения был кооператив «Народная помощь» (Volkshilfe), организованный предпринимателем, впоследствии депутатом Рейхстага, Вильгельмом Йегером в 1923 г. Всего к юго-востоку от центра города, на территории бывшего Итальянского сада, было построено десять домов, из них восемь 4-квартирных — 4 «красных» (4-комнатные квартиры, 85 кв. м.) и 4 «синих» (5-комнатные квартиры, 120 кв. м.). Эти дома представляли собой комбинацию трёх кубических объёмов: средний (светло-серый) 2,5-этажный (с чердаком) как бы вставлялся в два 2-этажных цветных объёма. Возле каждого был небольшой земельный участок для сада площадью 250 кв. м. Эти сверхсовременные на тот момент дома были расположены на отдельной улице, которую назвали «Итальянский Сад» (Italienischer Garten 1-8), а вдоль городской улицы, которая вела к этому поселению, Вельштрассе (Wehlstraße), были построены включённые в него два трёхэтажных 6-квартирных дома (№ 29 и 31) с обычными высокими вальмовыми крышами. Они стали неким переходом от традиции к современности, возвышаясь по бокам от въезда в комплекс, подобно сторожевым башням. В этих домах площадь 6-комнатных квартир была ещё больше — 145 кв. м. Такое жильё было доступно лишь для людей с уровнем дохода не ниже, чем у верхушки среднего класса, что вызвало у Отто Хеслера неудовлетворённость проектом: «Я не был удовлетворён результатом этого поселения. Жилая площадь была слишком большой с точки зрения удобства использования, поэтому затраты на её поддержание стали слишком высокими, а аренда — слишком дорогой». Поселение стало первым примером модернизма в строительстве жилых комплексов и принесло Отто Хеслеру известность и признание среди архитекторов Германии, это был первый опыт сотрудничества Хеслера с художником Карлом Фёлькером, которое затем продолжалось в течение всей его карьеры архитектора. В 2005—2006 гг. во всех зданиях поселения были сделаны капитальный ремонт и реставрация, практически полностью вернувшие им первоначальный вид.

Фотографии поселения
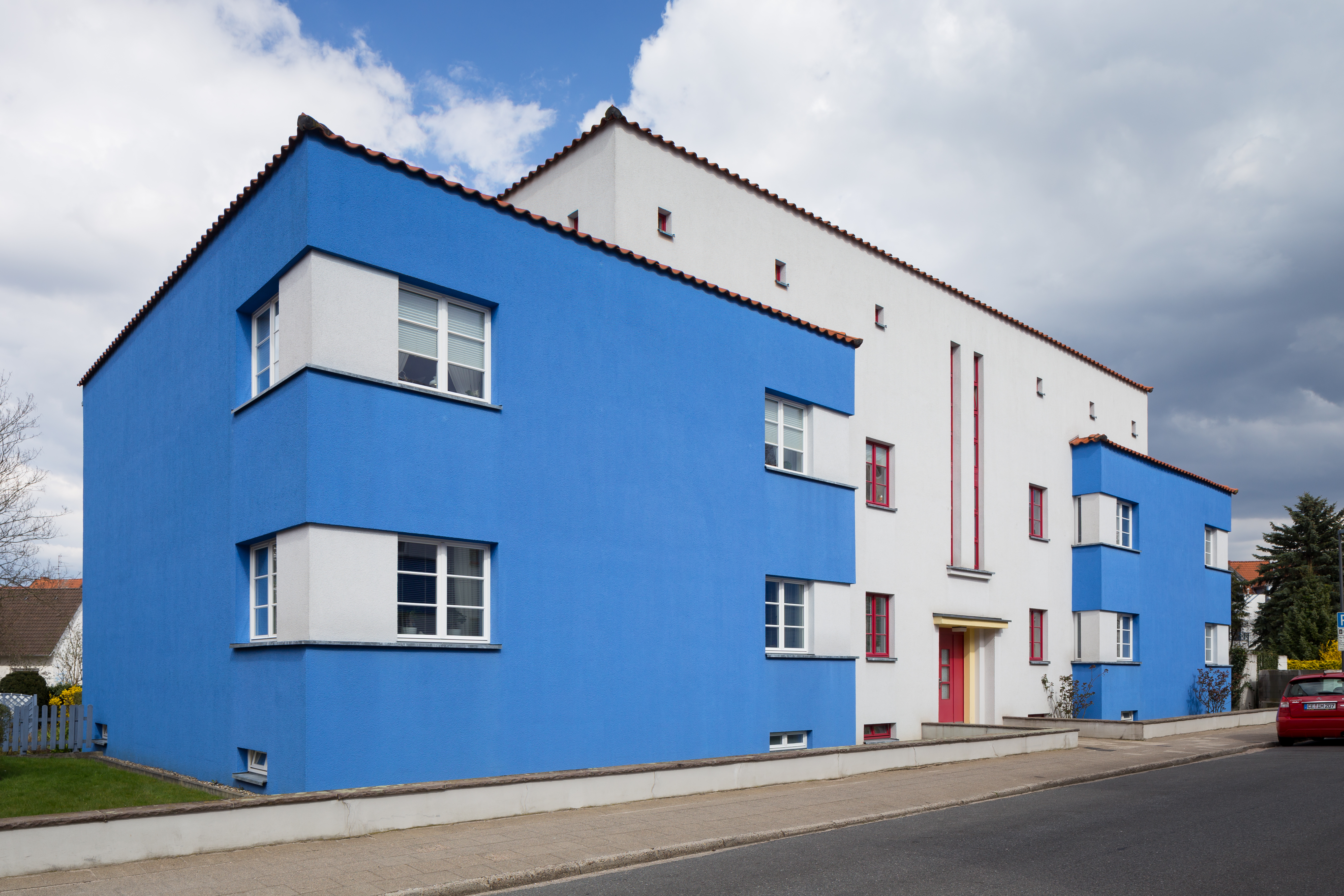
«Синий» дом
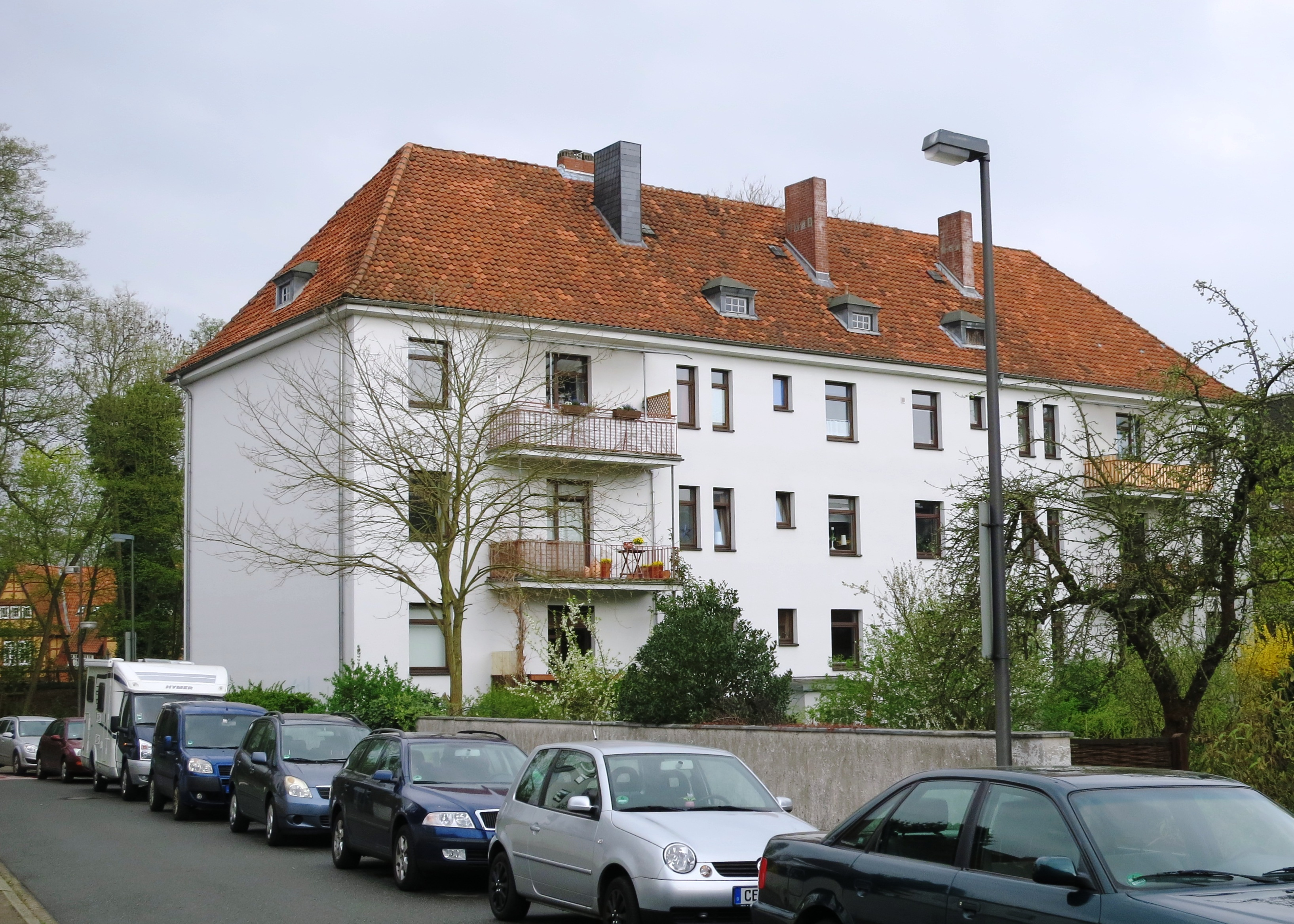
«Обычный» дом на Вельштрассе
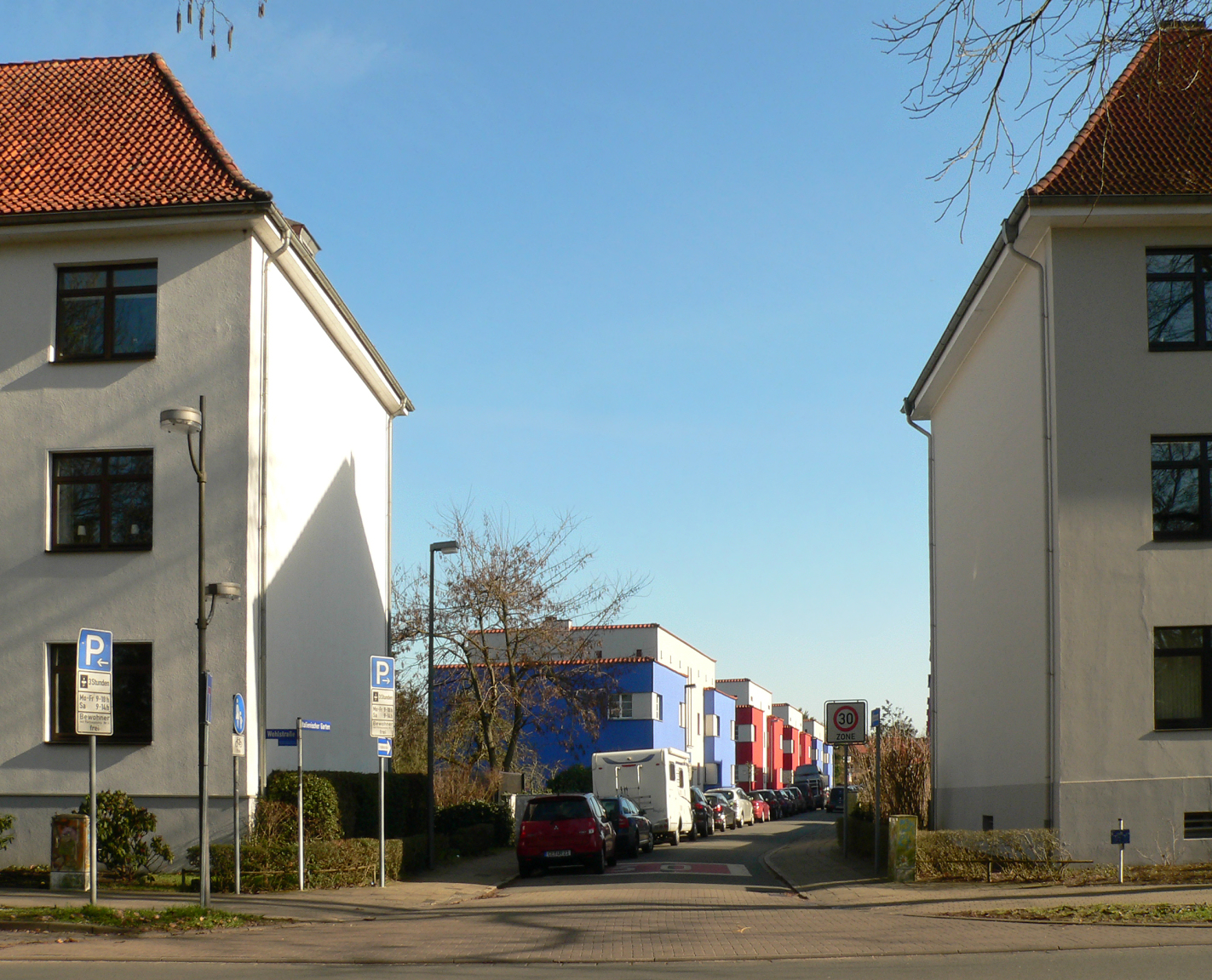
Вид на Итальянский сад с Вельштрассе
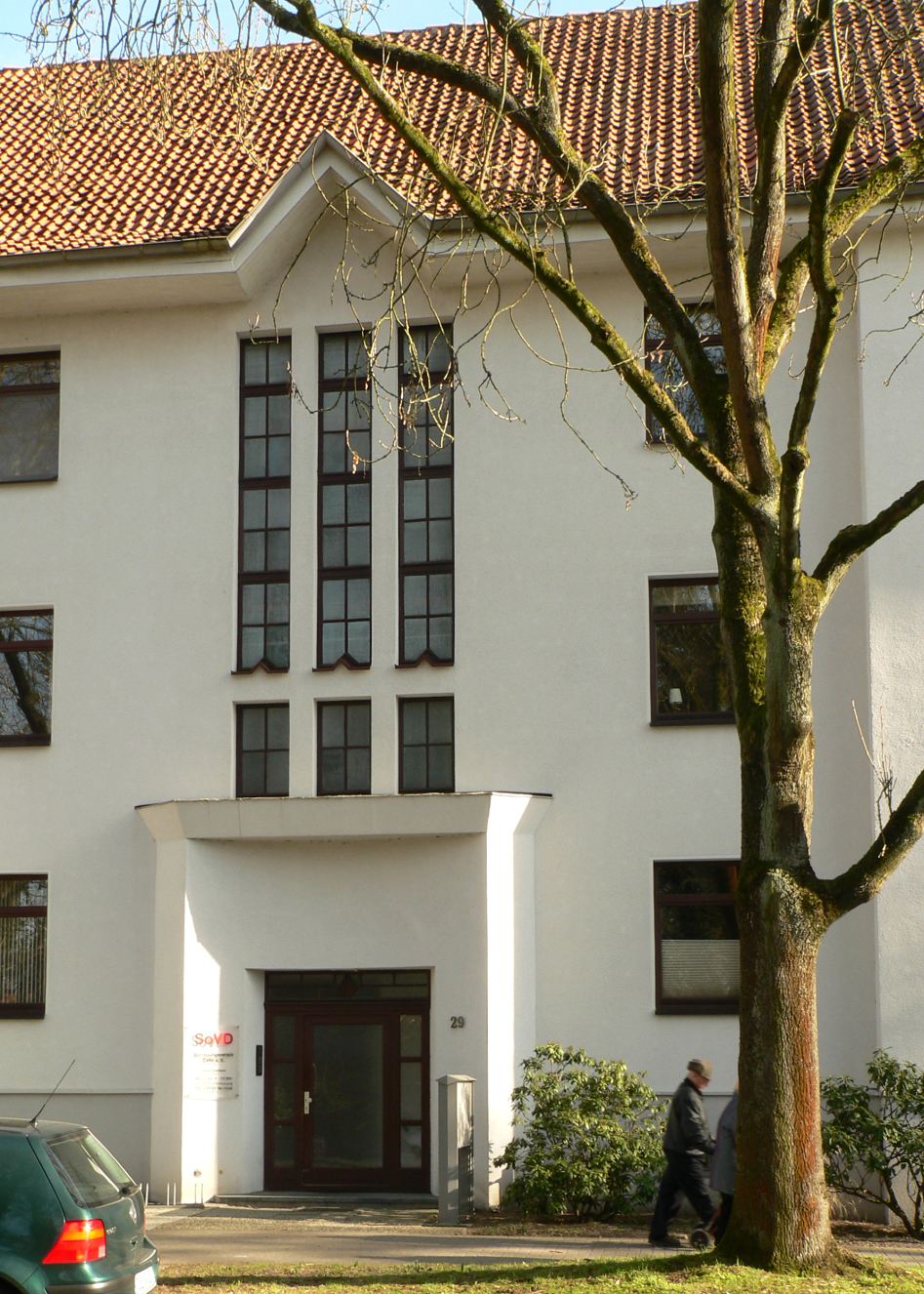
Фасад «обычного» дома
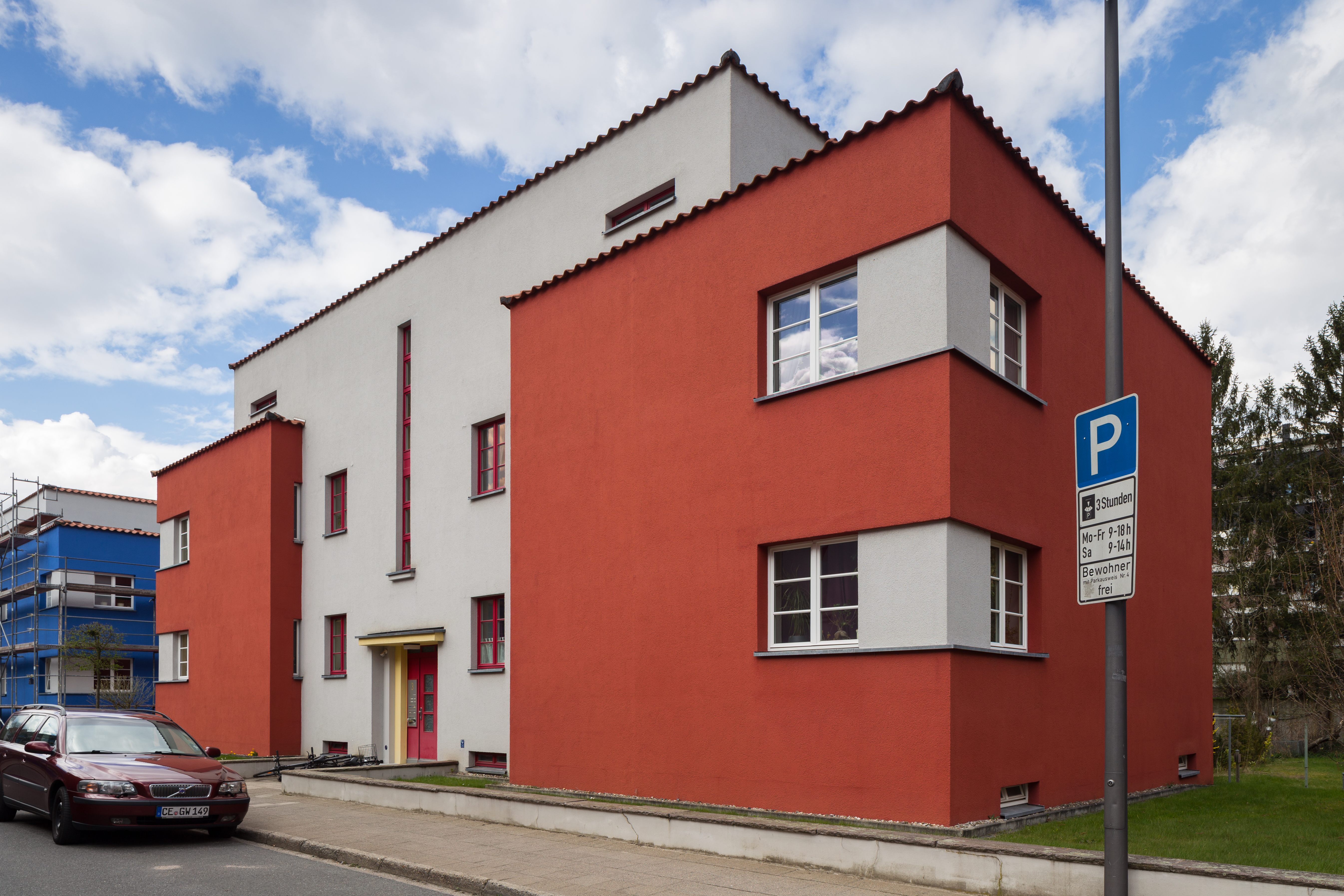
«Красный» дом